# Андрес Кортес и Агилар
Андрес Кортес и Агилар (исп. Andrés Cortés y Aguilar; 24 декабря 1812, Севилья, Испания — 16 мая 1879, там же) — испанский художник. Представитель костумбризма.

## Биография
Родился в семье с давними художественными традициями. Образование получил в Академии изящных искусств в Севилье.
Художник-пейзажист и жанрист, его полотна изображают виды городов Севильи и Гранады, а также типичные костюмированные и пасторальные сцены Испании. Автор портретов, натюрмортов. Находился под влиянием британского художника Дэвида Робертса.
Одна из его самых известных работ — «Ярмарка в Севилье» (1852).

## Галерея

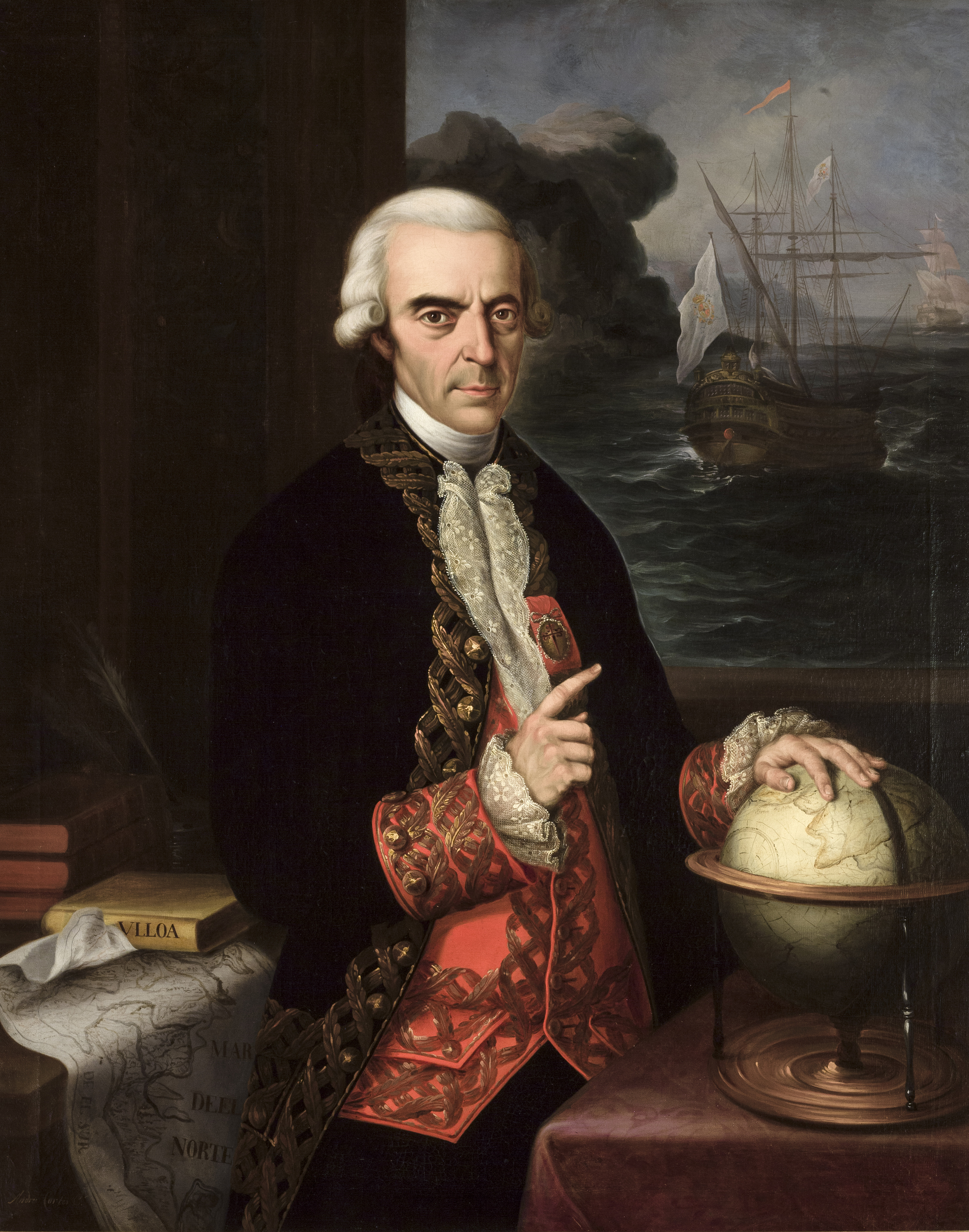
Портрет Антонио де Ульоа
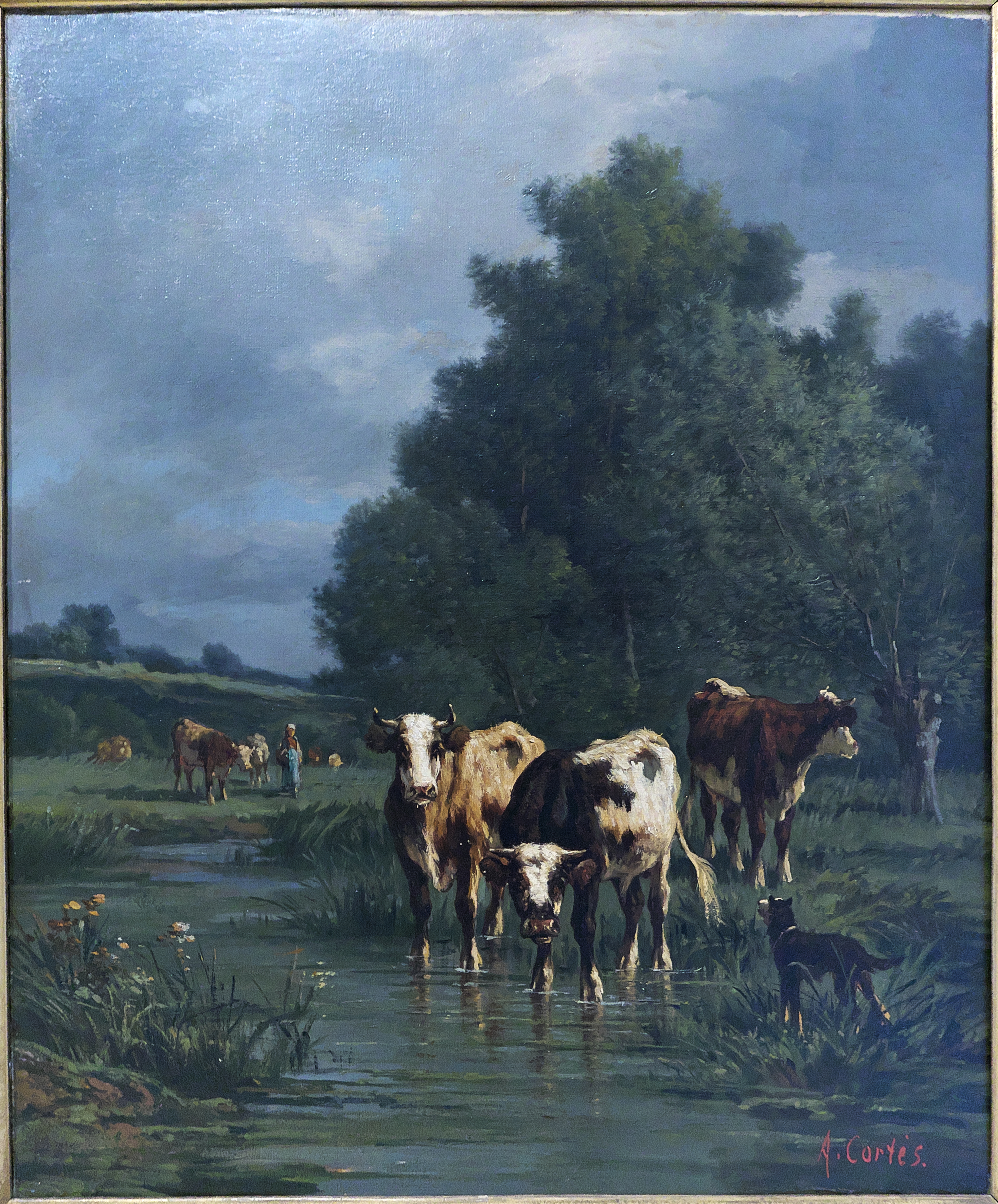
Пейзаж с коровами
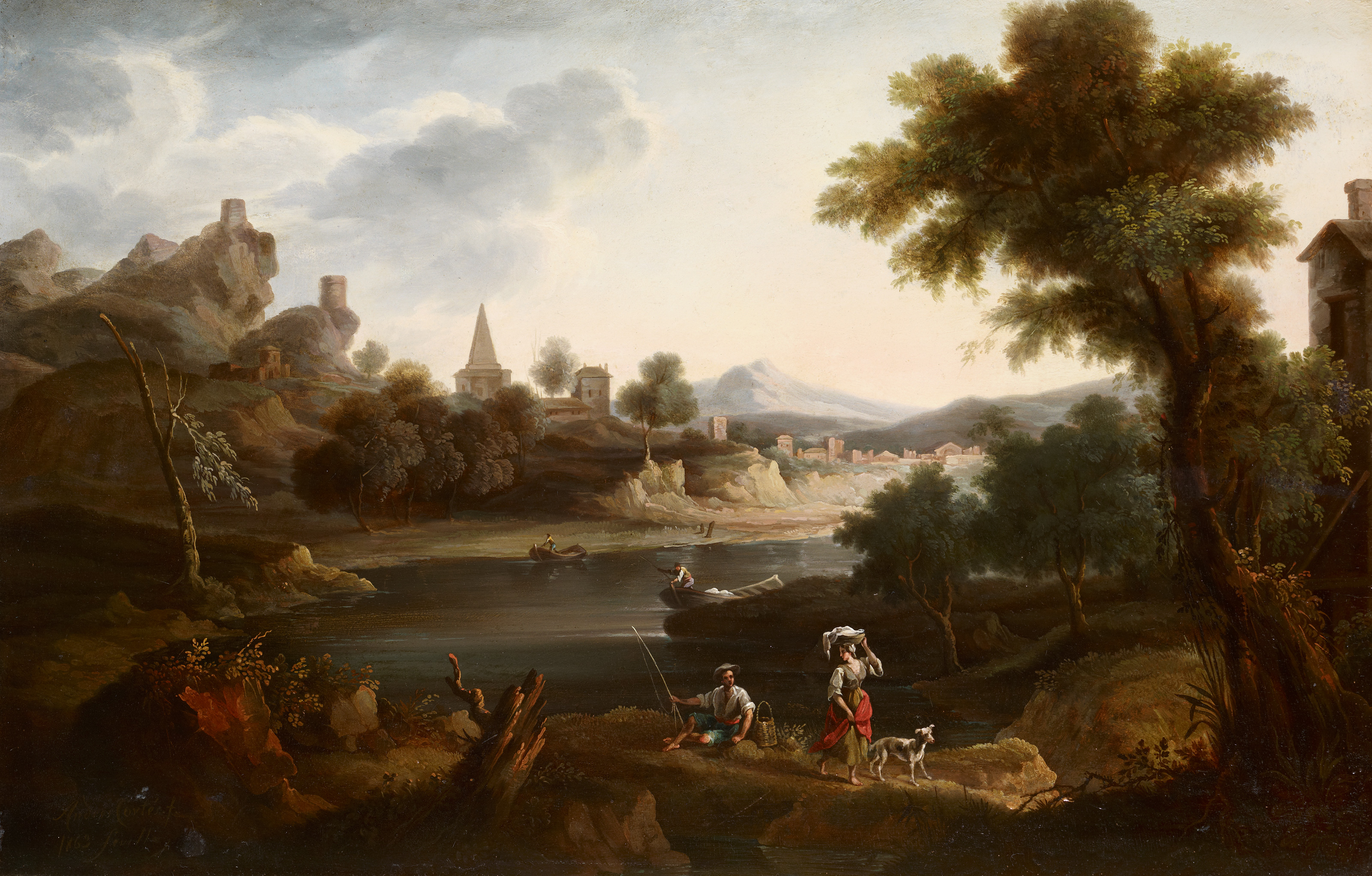
Пейзаж
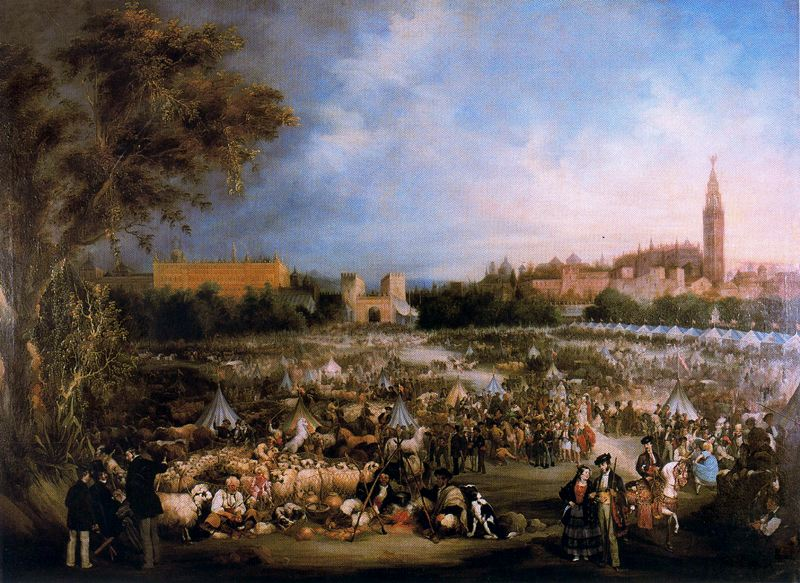
Ярмарка в Севилье, 1852 Музей изящных искусств Бильбао